# Place de l'Union-de-Lublin
Pour les articles homonymes, voir Place de l'Union.
La place de l'Union-de-Lublin (polonais : Plac Unii Lubelskiej) est une place située dans le quartier Śródmieście (Centre-ville) à Varsovie.